# ハンナ・ガブリエル
ハンナ・ガブリエル・バジェ（Hanna Gabriels Valle、1983年1月14日 - ）は、コスタリカのプロボクサー。元WBC女子世界ヘビー級王者。元WBO女子世界ウェルター級王者。元WBO・WBA女子世界スーパーウェルター級王者。元WBA女子世界ライトヘビー級王者。コスタリカでは男女のプロボクサーを通じて初の世界王者。
夫は元WBA世界スーパーフェザー級暫定王者のブライアン・バスケスで、世界初の世界王者同士の夫婦でもある。

## 来歴
2007年11月17日、サンホセのヒムナシオ・ナシオナルでデビュー戦を行い、3回10秒TKO勝ちを収めデビュー戦を勝利で飾った。
2008年9月13日、リモンでレイチェル・クラークと6回戦を行い、4回にダウンを喫したが1-0（58.5-57.5、58-58、57.5-57.5）の判定で引き分けた。 
2008年11月15日、サンホセ州デサンパラドスでナイェリ・バスケスと対戦し、2-0の判定勝ちを収めWBA女子フェデラテンスーパーウェルター級王座を獲得した。
2009年4月18日、デサンパラドスでナイェリ・バスケスと再戦し初防衛に成功した。
2009年9月26日、アメリカ領ヴァージン諸島シャーロット・アマリーで元WBC女子ミドル級王者のイボンヌ・レイズと対戦し、3-0（59-55、2者が60-54）の判定勝ちを収めた。 
2009年12月19日、ニカラグアマナグアのエスタディオ・デニス・マルティネスでガブリエラ・マルセラ・ザパタとWBO女子世界ウェルター級初代王座決定戦を行い、4回1分1秒KO勝ちを収めコスタリカで男女を通じて初めて世界王者誕生した。
2010年1月14日、WBO女子世界ウェルター級王座を返上した。
2010年5月29日、プエルトリコバヤモンのコリセオ・ルーベン・ロドリゲスでグレイディ・ペーニャ・アルバレスとWBO女子世界スーパーウェルター級初代王座決定戦を行い、初回40秒TKO勝ちを収め2階級制覇を果たした。
2011年1月9日、ウルグアイプンタ・デル・エステのホテル・コンラッド・プンタ・デル・エステ・リゾート&カジノでメリセンダ・ペレスと対戦し、10回1分4秒TKO勝ちを収め初防衛に成功した。
2011年3月31日、サンホセのエスタディオ・ナシオナル・デ・コスタリカでメリセンダ・ペレスと対戦し、7回1分18秒TKO勝ちを収め2度目の防衛に成功した。
2012年1月7日、エレディア州エレディアのパラシオ・デ・ロス・デポルテスでダコタ・ストーンと対戦し、8回TKO勝ちを収め3度目の防衛に成功した。
2012年8月、当時WBA世界スーパーフェザー級暫定王者だったブライアン・バスケスと結婚。
2012年12月31日に正規王者である内山高志と統一戦に挑むブライアンに同行する形で来日し、独身の内山に対して挑発する場面も見せた。
2013年2月28日、サンホセ州ティバスのエスタディオ・リカルド・サプリサ・アイマでオクサンディア・カスティーヨと対戦し、プロ初黒星となる2回2分45秒TKO負けを喫し4度目の防衛に失敗、2年9ヵ月保持していた王座から陥落した。この試合の前座で夫のブライアンは再起に成功した。
2014年12月20日、プエルトリコカロライナのエル・サンファン・リゾート&カジノでオクサンディア・カスティーヨの王座剥奪に伴いパティ・ラミレスとWBO女子世界スーパーウェルター級王座決定戦を行い、2回KO勝ちを収め1年10ヵ月ぶりに王座に返り咲くと共に再起に成功した。
2016年6月18日、ベネズエラにてKatia AlvarinoとWBO王座の防衛戦とWBA王座決定戦を兼ねて行い、3回TKOで2冠統一。
2018年6月22日、アメリカデビュー戦としてデトロイトにて空位のWBA・IBF女子世界ミドル級王座決定戦でクラレッサ・シールズと対戦し、1回に右アッパーでダウンを奪うも、10回判定で敗れた。この試合後、WBOスーパーウェルター級王座は剥奪された。
2019年1月26日、Sarah Dwyer相手にWBA女子世界スーパーウェルター級王座の防衛戦を行い、判定勝ち。
2019年7月17日、Abril Argentina Vidal相手にWBA女子世界スーパーウェルター級王座の防衛戦を行い、判定勝ち。
2021年3月22日、アメリカのディベラ・エンターテインメントと3年契約を結んだ
2021年4月17日、Martha Patricia Lara Gaytanと空位のWBC女子世界ヘビー級王座と新設されたWBA女子世界ライトヘビー級王座をかけて対戦し、TKO勝利で3階級制覇達成。なお、両団体の階級名は異なるが、ともに体重上限のない最重量級である。
2023年6月3日、デトロイトでクラレッサ・シールズと5年ぶりの再戦を予定していたが、5月2日のドーピング検査で禁止薬物の陽性反応がでたため中止になったことがプロモーターのルー・ディベラより明らかになった。その後、WBAは5月度のランキングでガブリエルが保持していた女子世界ライトヘビー級王座を空位とし、ガブリエルをランキングから除外した。WBCも2023年内に女子世界ヘビー級王座を空位にした。同年限りでディベラ・エンターテインメントとの契約も解除。

## 獲得タイトル
- WBA女子フェデラテンスーパーウェルター級王座
- 初代WBO女子世界ウェルター級王座（防衛0=返上）
- 初代WBO女子世界スーパーウェルター級王座（防衛3）
- 第3代WBO女子世界スーパーウェルター級王座（防衛4）
- 第4代WBA女子世界スーパーウェルター級王座（防衛4=返上）
- 初代WBA女子世界ライトヘビー級王座（防衛0=剥奪）
- 第4代WBC女子世界ヘビー級王座（防衛0=剥奪）